# Pachycopsis
Pachycopsis là một chi bướm đêm thuộc họ Geometridae.